# Bojan Avramović
Bojan Avramović (sinh ngày 17 tháng 9 năm 1997) là một cầu thủ bóng đá người Serbia. Anh cũng mang quốc tịch Áon citizenship. Anh thi đấu cho SC Austria Lustenau.

## Sự nghiệp câu lạc bộ
Anh ra mắt tại Giải bóng đá hạng nhất quốc gia Áo cho SC Austria Lustenau vào ngày 28 tháng 7 năm 2017 trong trận đấu trước SV Ried.